# BLAST
BLAST (англ. Basic Local Alignment Search Tool — средство поиска основного локального выравнивания) — семейство компьютерных программ, служащих для поиска сходных аминокислотных или нуклеотидных последовательностей. Используя BLAST, исследователь может сравнить имеющуюся у него последовательность с последовательностями из базы данных и найти предполагаемые гомологи. Является важнейшим инструментом для молекулярных биологов, биоинформатиков и систематиков. Программа BLAST была разработана группой учёных: Стивен Альтшуль, Уоррен Гиш, Вебб Миллер, Юджин Майерс и Дэвид Липман в системе Национальных институтов здравоохранения США. Первая публикация с описанием программы вышла в Журнале молекулярной биологии в 1990 году.

## Классификация программ серии BLAST
Семейство программ серии BLAST делится на 4 основные группы:

### Нуклеотидные
предназначены для сравнения изучаемой нуклеотидной последовательности с базой данных секвенированных геномов и их участков:
- megablast — быстрое сравнение с целью поиска высоко сходных последовательностей,
- discontiguous megablast — быстрое сравнение с целью поиска дивергировавших последовательностей, обладающих незначительным сходством,
- blastn — поиск относительно коротких последовательностей, обладающих незначительным сходством и др.

### Белковые
предназначены для сравнения изучаемой аминокислотной последовательности белка с имеющейся базой данных белков и их фрагментов.
- blastp — медленное сравнение с целью поиска всех сходных последовательностей,
- DELTA-BLAST — поиск последовательностей, обладающих незначительным сходством. Проводится сравнение запроса с базой данных консервативных доменов и построение позиционной таблицы счетов (англ. position-specific score matrix). Итоговый поиск в базах данных проводится с использованием полученной позиционной таблицы[3].
- PSI-BLAST — сравнение с целью поиска последовательностей, обладающих незначительным сходством,
- PHI-BLAST — поиск белков, содержащих определённый пользователем паттерн и др.

### Транслирующие
способны переводить нуклеотидные последовательности в аминокислотные и наоборот:
- blastx — переводит изучаемую нуклеотидную последовательность в кодируемые аминокислоты, а затем сравнивает её с имеющейся базой данных аминокислотных последовательностей белков,
- tblastn — изучаемая аминокислотная последовательность сравнивается с транслированными последовательностями базы данных секвенированных нуклеиновых кислот,
- tblastx — переводит изучаемую нуклеотидную последовательность в аминокислотную, а затем сравнивает её с транслированными последовательностями базы данных секвенированных нуклеиновых кислот.

### Специальные
прикладные программы, использующие BLAST:
- bl2seq — сопоставление двух последовательностей по принципу локальных выравниваний,
- CDART — сравнение с целью поиска гомологичных белков по доменной архитектуре,
- magicblast — картирует прочтения (риды) на полный геном или транскриптом,
- VecScreen — определение сегментов нуклеотидной последовательности нуклеиновой кислоты, которые могут иметь векторное происхождение и др.

## Принципы работы BLAST
Все выравнивания принято делить на глобальные (последовательности сравниваются полностью) и локальные (сравниваются только определённые участки последовательностей). Программы серии BLAST производят локальные выравнивания, что связано с наличием в различных белках сходных доменов и паттернов. Кроме этого локальное выравнивание позволяет сравнить иРНК с геномной ДНК. В случае глобального выравнивания обнаруживается меньшее сходство последовательностей, особенно их доменов и паттернов.
После введения изучаемой нуклеотидной или аминокислотной последовательности (запрос) на одну из веб-страниц BLAST, она вместе с другой входной информацией (база данных, размера «слова» (участка), значение величины E и др.) поступает на сервер. BLAST создаёт таблицу всех «слов» (в белке — это участок последовательностей, который по умолчанию состоит из трёх аминокислот, а для нуклеиновых кислот из 11 нуклеотидов) и сходных «слов».
Затем в базе данных проводится их поиск. Когда обнаруживается соответствие, то делается попытка продлить размеры «слова» (до 4 и более аминокислот и 12 и более нуклеотидов) сначала без гэпов (пробелов), а затем с их использованием. После максимального продления размеров всех возможных «слов» изучаемой последовательности, определяются выравнивания с максимальным количеством совпадений для каждой пары запрос — последовательность базы данных, и полученная информация фиксируется в структуре SeqAlign. Форматер, расположенный на сервере BLAST, использует информацию из SeqAlign и представляет её различными способами (традиционным, графическим, в виде таблицы).
Для каждой обнаруженной в базе данных программами BLAST последовательности необходимо определить, насколько она сходна с изучаемой последовательностью (запрос) и значимо ли это сходство. Для этого BLAST вычисляет число битов и величину Е (expected value, E-value) для каждой пары последовательностей.
При определении сходства ключевым элементом является матрица замен, так как она определяет показатели сходства для любой возможной пары нуклеотидов или аминокислот. В большинстве программ серии BLAST используется матрица BLOSUM62 (Blocks Substitution matrix 62 % identity, блоковая матрица замен с 62 % идентичности). Исключением являются blastn и megablast (программы, которые выполняют нуклеотид — нуклеотидные сравнения и не используют матрицы аминокислотных замен).
С помощью модифицированных алгоритмов Смита-Уотермана или Селлерса определяются все пары сегментов (продленные «слова»), которые нельзя увеличить, так как это приведёт к уменьшению показателей сходства. Такие пары продленных «слов» называются парами сегментов с максимальным сходством (high-scoring segment pairs, HSP). В случае достаточно большой длины изучаемой последовательностей (m) и последовательности базы данных (n) показатели сходства HSP характеризуются двумя параметрами K (размера области поиска) и P (системы подсчёта). Эти показатели необходимо указывать при приведении показателей сходства изучаемой последовательности и последовательности базы данных (S).
Для сравнения показателей сходства различных выравниваний независимо от используемой матрицы, их необходимо преобразовать. Для получения преобразованного показателя сходства (числа битов, B) используют формулу:
{\displaystyle B=(P\cdot S-\ln {K})/\ln {2}}
Величина B показывает, насколько сходны последовательности (чем больше число битов, тем больше сходство). Так как в формулу расчёта B заложены показатели К и P, то нет необходимости указывать их при приведении значений B. Величина E (Е-value), соответствующая показателю B, показывает достоверность данного выравнивания (чем ниже значение E, тем достовернее выравнивание). Она определяется по формуле:
{\displaystyle E=m\cdot n\cdot 2^{-B}}
Программы BLAST преимущественно определяют значение E, а не P (вероятности наличия хотя бы одного HSP с показателем, превышающим или равным S). Но при E < 0,01 значения P и E почти идентичны.
Величина E определяется по формуле (2) при сравнении лишь двух аминокислотных или нуклеотидных последовательностей. Сравнение изучаемой последовательности длиной m с множеством последовательностей базы данных может основываться на двух положениях. Первое положение состоит в том, что все последовательности базы данных одинаково сходны с изучаемой. Это подразумевает, что значение E для выравнивания с короткой последовательностью, содержащейся в базе данных, следует приравнять со значением E для выравнивания с длинной последовательностью. Для вычисления значения E по базе данных необходимо умножить значение E, полученное при попарном сравнении, на число последовательностей в ней. Второе положение заключается в том, что изучаемая последовательность более сходна с короткими, а не с длинными последовательностями, потому что последние часто состоят из различных участков (многие белки состоят из доменов). Если предположить, что вероятность сходства пропорциональна длине последовательности, то попарное значение E для последовательности базы данных длиной n надо умножить на N/n, где N — общая длина аминокислот или нуклеотидов в базе данных. Программы BLAST преимущественно используют этот подход для вычисления значений E по базе данных.
Теоретически локальное выравнивание может начинаться с любой пары нуклеотидов или аминокислот выровненных последовательностей. Однако HPS, как правило, не начинаются близко к краю (началу или концу) последовательностей. Для коррекции такого краевого эффекта необходимо вычислять эффективную длину последовательностей. В случае последовательностей длиной более 200 остатков происходит нейтрализация краевого эффекта.